# Staaken R.XIV
Staaken R.XIV – ciężki bombowiec będący rozwinięciem Staaken R.VI. Był to największy i najcięższy samolot I wojny światowej.
Wyprodukowano trzy egzemplarze w wersji podstawowej, a pozostałe cztery w wersji R.XIVa, które nie były używane przez Luftstreitkräfte.

## Historia konstrukcji
Projekt powstał w 1917 roku. Pierwszy egzemplarz miał mieć silnik Austro-Daimler V-12. Podczas testów jednak samolot napędzano silnikami Basse & Selve BuS.IVa. Ostateczną wersję napędzano silnikiem Maybach Mb.IVa, co skutkowało mniejszą prędkością samolotu. By temu zaradzić, dodano piąty silnik.
W wersji R.XIVa zwiększono pułap, prędkość wznoszenia i liczbę przenoszonych bomb. 

## Użycie bojowe
Pierwsze dwa samoloty zostały przydzielone do Rfa 501 na froncie zachodnim, a trzeci został wysłany na front wschodni. Obydwa przydzielone do Rfa 501 zostały zestrzelone.

## Katastrofa
4 sierpnia 1919 samolot Staaken R.XIV (numer boczny R-71) lecący na Ukrainę uległ katastrofie  w lesie pomiędzy Rudami a Kuźnią Raciborską, była to jedna z pierwszych katastrof lotniczych w Europie. Z niewyjaśnionych przyczyn samolot runął na ziemię, grzebiąc wszystkich członków załogi i pasażerów.